# 杜比尼花園

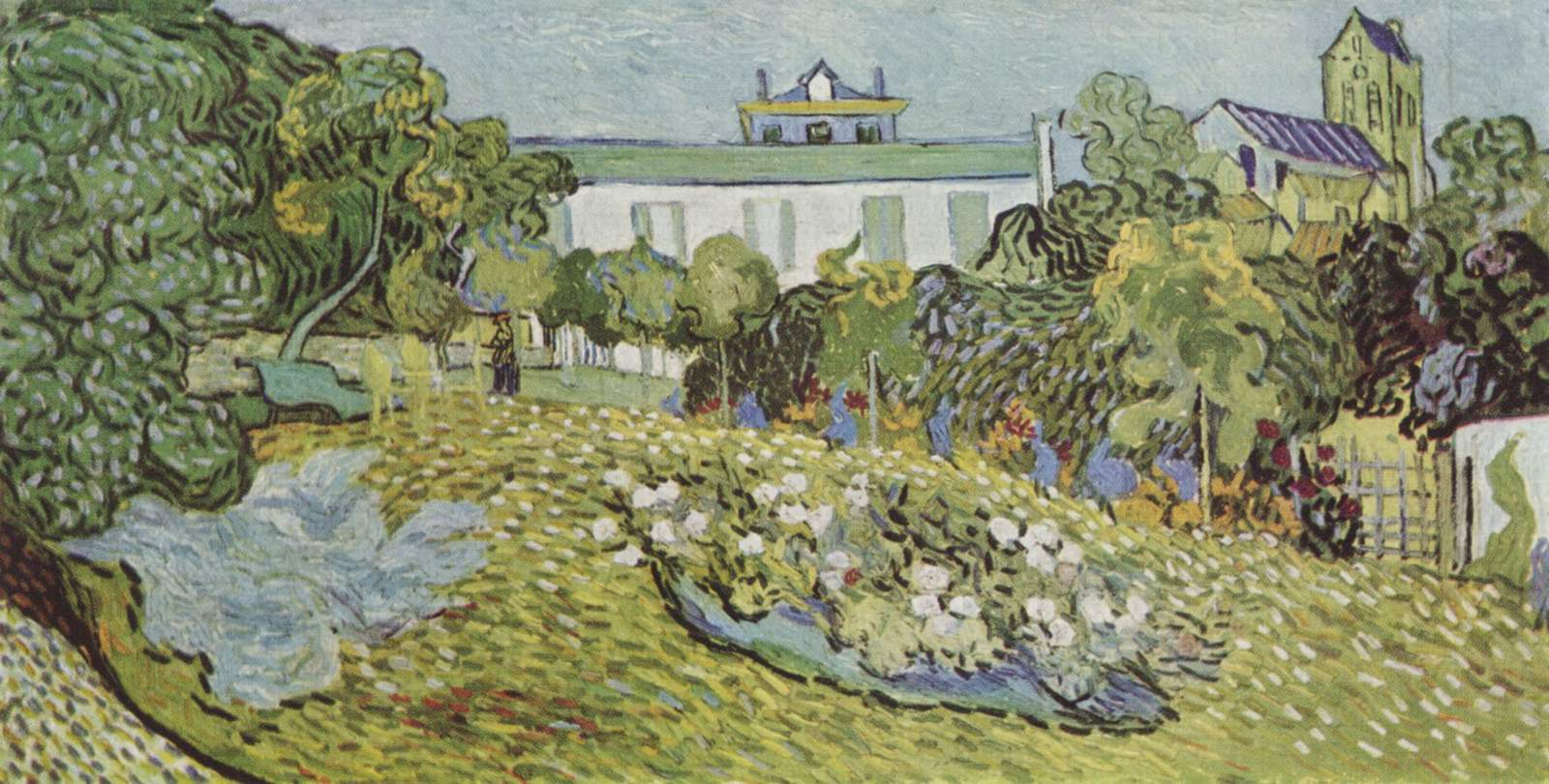
广岛广岛美术馆藏，尺寸与巴塞尔美术馆藏品相同，编号F776

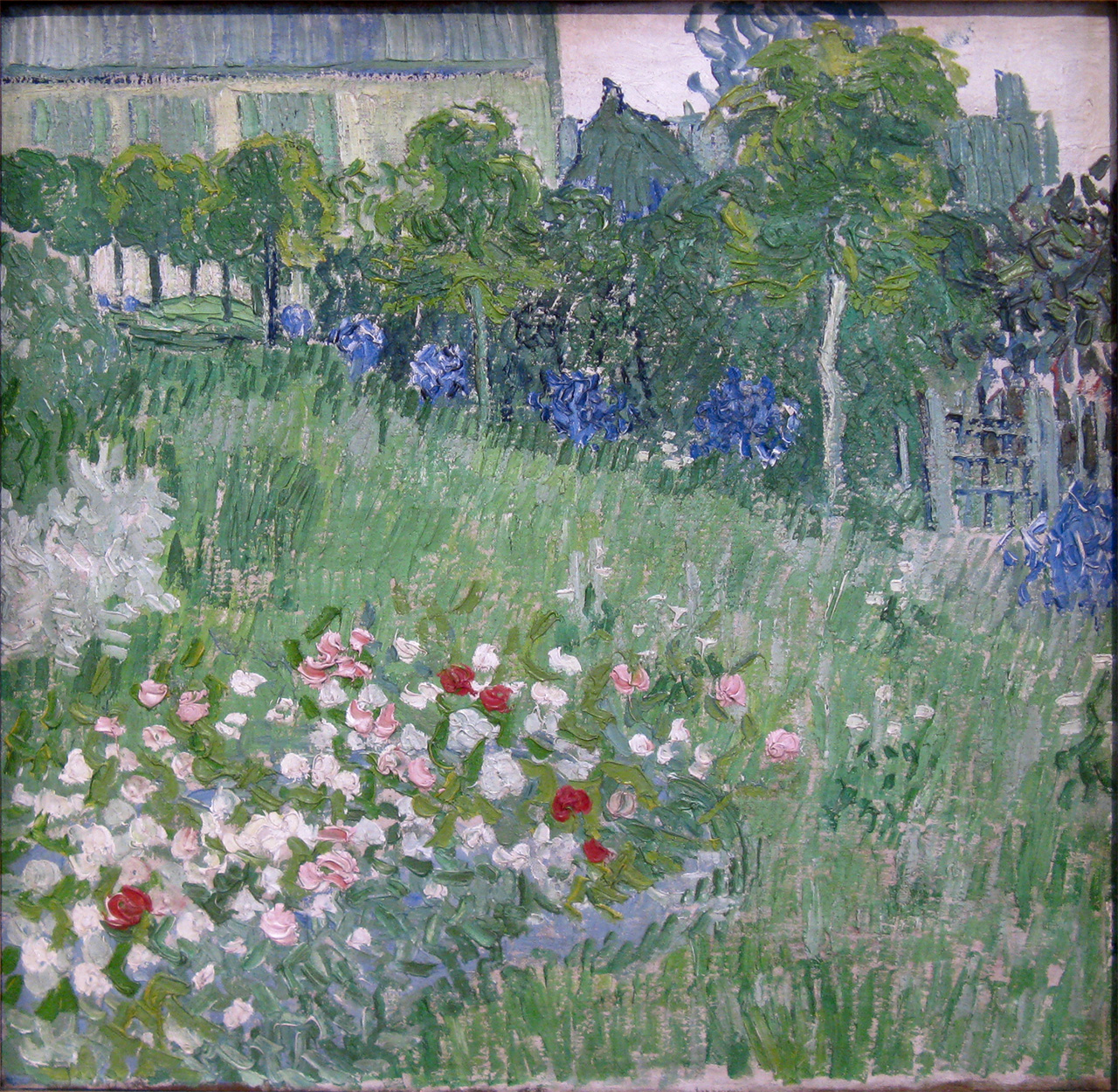
《多比尼花园》（F765），梵高博物馆

《杜比尼花園》（荷蘭語：De tuin van Daubigny），或译多比尼花园，是梵高绘制的三幅同名、同主题（即夏尔-弗朗索瓦·多比尼的花园）画作，现分别收藏于巴塞尔美术馆、广岛美术馆和梵高博物馆。这三幅作品完成于1890年五月到七月间的瓦兹河畔欧韦，是梵高一生绘制的最后几幅作品。

## 背景
夏尔-弗朗索瓦·多比尼是梵高最敬仰的画家之一，而此人曾在1860年搬到欧韦居住。1878年梵高给弟弟西奥写信称多比尼的作品深深打动了他，并对多比尼的逝世感到痛心：“没有一件好作品永存不灭，但它所表达的思想却并非如此...后来者只能踏着前人的脚印前行、复制他们的所为”。 梵高于1890年抵达欧韦时多比尼的遗孀仍然还住在这里。

## 真伪
一战前有传言两幅宽幅《杜比尼花园》中有一幅（编号F776）是伪作，战后因德国艺术商奥托·瓦克将真假梵高作品混起来出售而使得真相更加模糊。1929年柏林国家美术馆馆长路德维格·尤斯蒂（Ludwig Justi）对此作真伪颇感兴趣，因此特意写信咨询曾收藏过它的法国收藏家埃米尔·淑芬克尔，收到了“详尽而令人安心的答复”。